# Park Narodowy Karatepe-Aslantaş

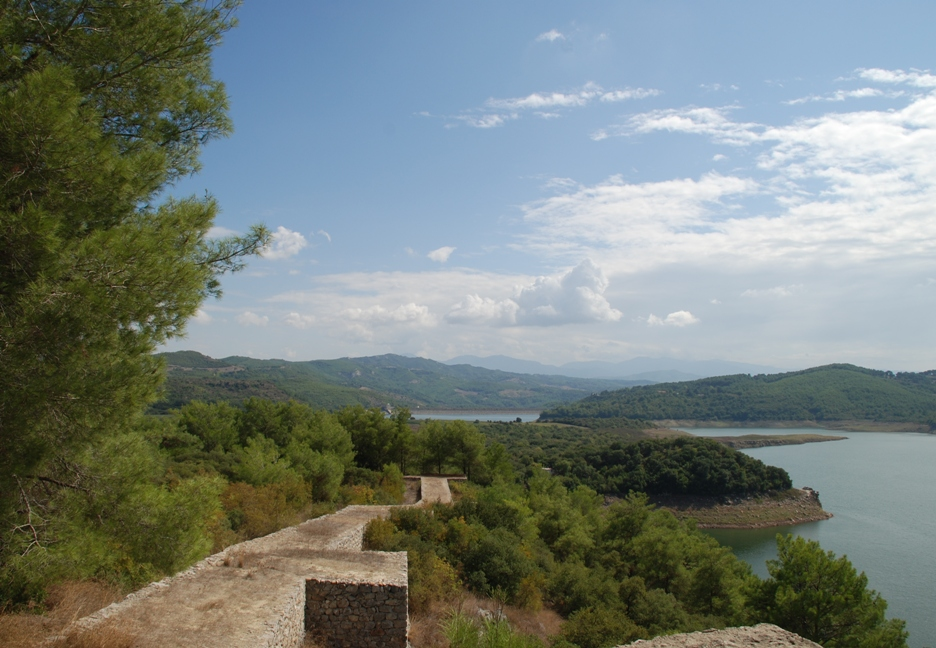

Park Narodowy Karatepe-Aslantaş – park narodowy w Turcji koło gór Taurus, ustanowiony w 1958 r., ma powierzchnię 77 km kw .
Obejmuje głównie płaskowyż porośnięty lasem i zaroślami tamaryszku. Występuje tu lampart, hiena pręgowana i szakal złocisty, a także liczne ptaki . Na terenie parku liczne pozostałości zabytków kultury hetyckiej, fenickiej i rzymskiej .